# جوناثان مارتن
جوناثان مارتن (بالإنجليزية: Jonathan Martin)‏ (و. 1989  م) هو لاعب كرة قدم أمريكية، من الولايات المتحدة، ولد في بيتسبرغ، يلعب كمصطدم ‏.

## التعليم
تعلم في جامعة ستانفورد.

## روابط خارجية
- جوناثان مارتن على موقع إي إس بي إن.كوم (أن.أف.أل)3
- جوناثان مارتن على موقع مرجع كرة القدم المحترفة.كوم (الإنجليزية)